# Gottgetreu

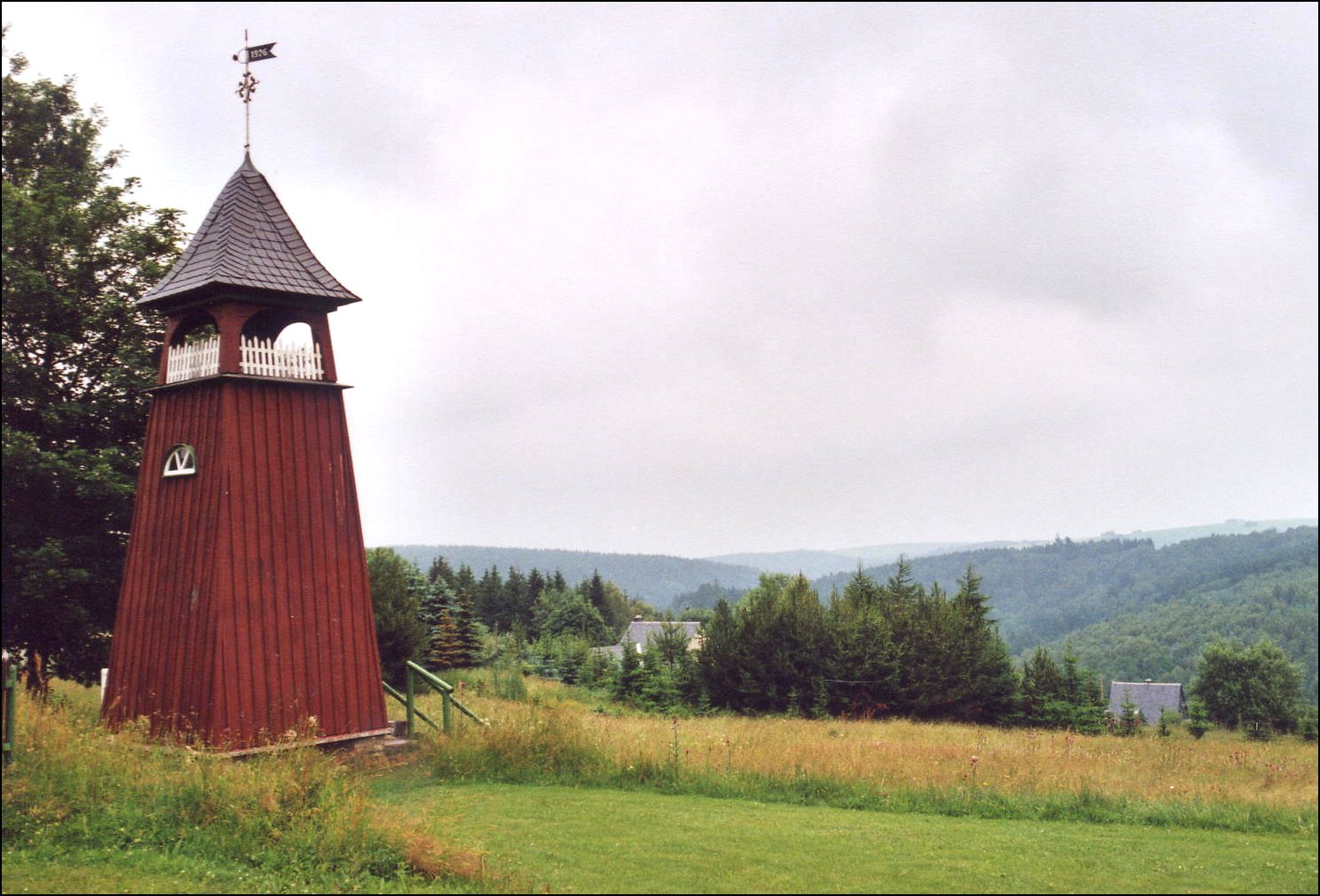
Zvonice

Gottgetreu je vesnice, místní část města Altenberg v německé spolkové zemi Sasko. Nachází se v zemském okrese Saské Švýcarsko-Východní Krušné hory a má 20 obyvatel.

## Zeměpisná poloha
Gottgetreu leží ve východních Krušných horách, přímo na hranici s Českem a asi 2 km od Fürstenau a Fürstenwalde. Tato osada je svojí polohou, uspořádáním a hospodářskými poměry typickým pozdním osídlením 18. století. Chráněná poloha na svahu u potoka Müglitz umožňuje v nadmořské výšce nad 700 pěstovat odolné ovocné stromy. Úroda z nich je ale nepravidelná. V některých letech totiž plody nestihnou dozrát.

## Dějiny
Založení této malé osady bylo schváleno rozhodnutím saského krále Augusta II. Silného ze dne 14. listopadu 1729. Ten nařídil, že čeští uprchlíci mají dostat zdarma dřevo na stavbu a po dva roky budou osvobozeni od všech poplatků. Státní komisaři a zeměměřič přijeli na místo až 28. června 1731, ale už za měsíc byly pozemky rozparcelovány a jednotlivé podíly byly kolonistům rozděleny losem. Název osady (Věrný Bohu) odkazuje na jejich odhodlanost dál věřit v učení Martina Luthera. 
K prvním osadníkům patřilo jedenáct evangelických rodin exulantů, uprchlých z Čech ze sousedního Předního Cínovce. Tehdejší vrchnost, Rudolf z Bünau na Lauensteinu, povolil exulantům usídlení na svých pozemcích, které zčásti patřily ke Georgenfeldu, Altenbergu a Zinnwaldu. Tato místa pak postupně srůstala. 
Nápadné pravoúhlé uspořádání osady je obrazem původních záměrů v době osídlení. Horní řada byla pokračováním lánu sousední dolní vsi Fürstenau, leží však již na pozemku lauensteinského rytíře a byla postavena jako první. Dolní pak přibyla později na již existující cestě ke kostelu v Fürstenwalde. 
Plánované domky neměly být velké (max. 20 loktů dlouhé a 14 loktů široké), přízemí mělo být kamenné.
V horním křídle osady převládaly přízemní domky se střechami pokrytými došky, šindeli nebo břidlicí. Budovy ve spodním křídle jsou dvoupodlažní. Původně k domům přiléhala jen zatravněná zahrada, takže jejich obyvatelé kromě malého dědičného úroku nemuseli dlouho platit žádné další daně. Většina osadníků si propachtovala od vrchnosti blízké volné pozemky nebo si koupili pole. Jen málo z nich pak dorostlo do velikosti selského hospodářství. Vedle zemědělské činnosti se obyvatelé živili hornictvím, lámáním kamene, prací v lese a různými řemesly.
Dřevěná věž, vévodící osadě, byla postavena k domnělému jubileu v roce 1927 a byl do ní přemístěn zvon ze starého kostela z Fürstenau. Gottgetreu patřilo jako místní část k obci Fürstenau, se kterou bylo společně v roce 1994 přičleněno k tehdy ještě samostatnému městu Geising.
Gottgetreu bylo částí města Geising, které se k 1. 1. 2011 stalo částí města Altenberg.

## Vývoj počtu obyvatel
| - 1834: 64 - 1871: 70 - 1890: 65 | - 1997: 41 (1) - 1998: 37 - 1999: 39 | - 2000: 39 - 2001: 39 - 2002: 35 - 2003: 35 - 2004: 30 - 2005: 30 - 2006: 29 - 2007: 28 |

(1): od 1997: Obyvatelé na začátku roku (evidence obyvatel města Geising)